# 任夔
任𧃍（—218年）。刘备手下，是一位蜀国牙将。
建安二十三年，在刘备进兵汉中时，将军吴兰想退兵，但任䕫说：“贼兵初至，若不先挫其锐气，何颜见孟起乎？”。他径出迎战，被曹洪打下马，死在马下。最后，曹洪破吴兰。